# Granat ćwiczebny

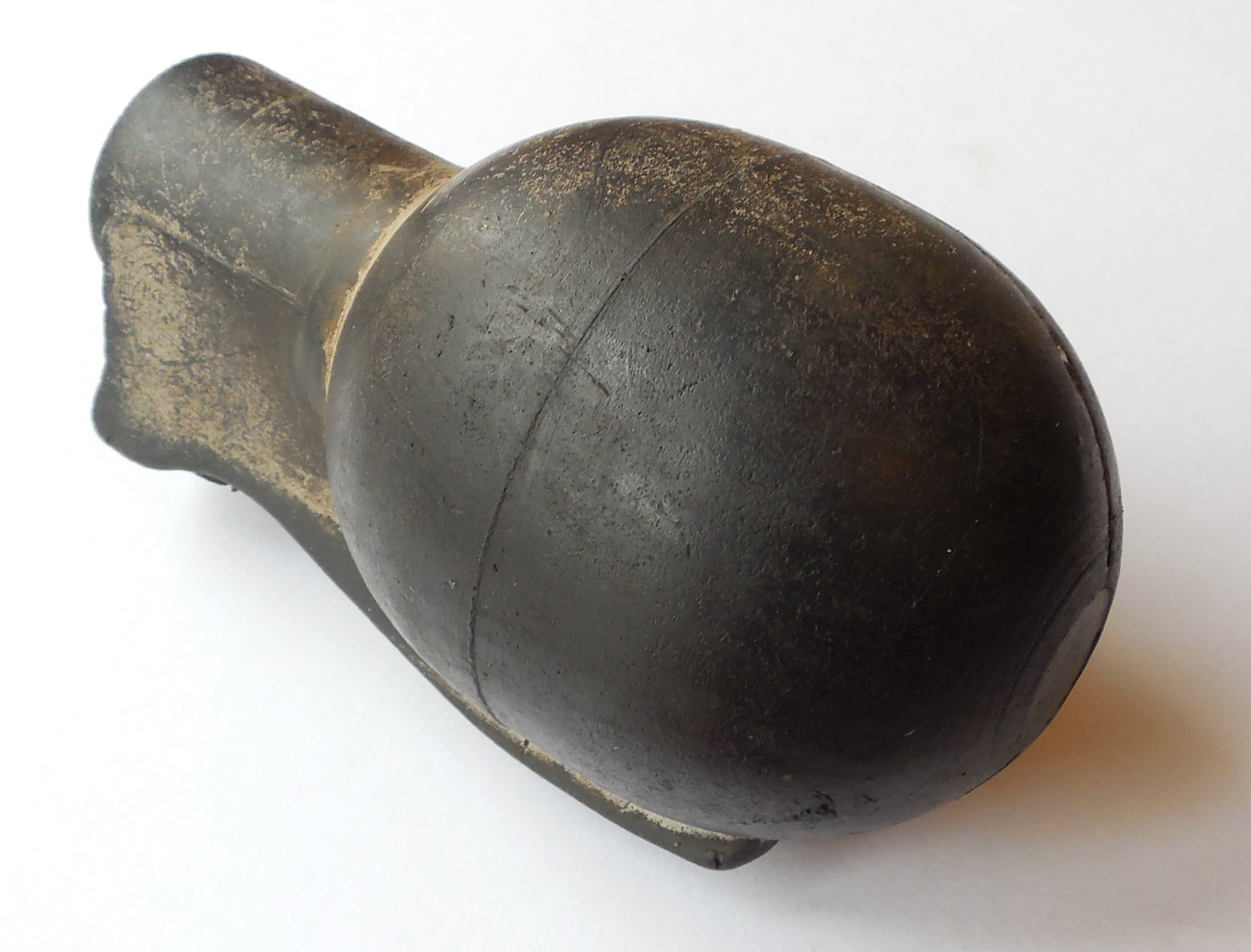
Granat ćwiczebny wykonany z gumy, przeznaczony do treningu miotania

Granat ćwiczebny – rodzaj niebojowego granatu ręcznego stosowanego do pozoracji pola walki w celu ograniczenia kosztów i zwiększenia bezpieczeństwa żołnierzy. Stosowanie granatów ćwiczebnych ma na celu przyzwyczajenie żołnierzy do warunków panujących na polu walki oraz nauki prawidłowego uzbrajania, rozbrajania i miotania granatów bojowych. Z tego też względu granaty ćwiczebne są zbliżone wielkością, wagą i wyglądem do swoich bojowych odpowiedników.  